# Megabalanus coccopoma
Megabalanus coccopoma är en kräftdjursart som först beskrevs av Darwin 1854.  Megabalanus coccopoma ingår i släktet Megabalanus och familjen havstulpaner. Arten har ej påträffats i Sverige. Inga underarter finns listade i Catalogue of Life.